# دوحه جدید
دوحهٔ جدید (عربی: الدوحة الجديدة) منطقه‌ای در قطر است که در شهرداری دوحه واقع شده‌است.